# Чемпіонат Німеччини з хокею 2003—2004
Чемпіонат Німеччини з хокею 2004 — 87-ий чемпіонат Німеччини з хокею, чемпіоном став «Франкфурт Ліонс». Чемпіонат тривав з 4 вересня 2003 року по 7 березня 2004 року. Матчі серії плей-оф проходили з 10 березня по 18 квітня 2004 року.

## Регулярний сезон
| М   | Команда               | І  | В  | ВО | ПО | П  | Ш       | О   |
| --- | --------------------- | -- | -- | -- | -- | -- | ------- | --- |
| 1.  | Айсберен Берлін       | 52 | 29 | 5  | 6  | 12 | 171:126 | 103 |
| 2.  | Нюрнберг Айс Тайгерс  | 52 | 26 | 8  | 2  | 16 | 174:128 | 96  |
| 3.  | Гамбург Фрізерс       | 52 | 28 | 4  | 3  | 17 | 151:115 | 95  |
| 4.  | Кельнер Гайє          | 52 | 26 | 3  | 9  | 14 | 160:134 | 93  |
| 5.  | «Франкфурт Ліонс»     | 52 | 26 | 5  | 4  | 17 | 177:148 | 92  |
| 6.  | Адлер Мангейм         | 52 | 26 | 4  | 6  | 16 | 151:124 | 92  |
| 7.  | Інгольштадт           | 52 | 28 | 3  | 2  | 19 | 132:118 | 92  |
| 8.  | ДЕГ Метро Старс       | 52 | 24 | 4  | 2  | 22 | 141:129 | 82  |
| 9.  | Аугсбург Пантерс      | 52 | 21 | 5  | 5  | 21 | 180:177 | 78  |
| 10. | Крефельдські Пінгвіни | 52 | 16 | 6  | 4  | 26 | 127:149 | 64  |
| 11. | Кассель Хаскіс        | 52 | 16 | 6  | 4  | 26 | 129:166 | 64  |
| 12. | Ізерлон Рустерс       | 52 | 14 | 5  | 7  | 26 | 137:169 | 59  |
| 13. | Ганновер Скорпіонс    | 52 | 13 | 2  | 5  | 32 | 127:175 | 48  |
| 14. | «Фрайбург»            | 52 | 7  | 4  | 5  | 36 | 142:241 | 34  |

Скорочення: М = підсумкове місце, І = ігри, В = перемоги, ВО = перемога в овертаймі, ПО = поразки в овертаймі, П = поразки,  Ш = закинуті та пропущені шайби, О = набрані очки
Згідно з регламентом за перемогу - три очка, за перемогу в овертаймі - два очка, за поразку в овертаймі - одне очко.

## Серія за збереження місця у НХЛ
- Ганновер Скорпіонс — ХК «Фрайбург» 5:2, 2:6, 2:1 ОТ, 4:0, 1:0

## Плей-оф

### Чвертьфінали
- Гамбург Фрізерс — Адлер Мангейм 5:2, 1:0, 0:3, 4:1, 0:1, 5:3
- Кельнер Гайє — «Франкфурт Ліонс» 2:1, 0:1, 0:3, 0:3, 6:2, 1:6
- Нюрнберг Айс Тайгерс — Інгольштадт 2:1 Б, 5:2, 2:3, 3:4 Б, 2:3, 0:2
- Айсберен Берлін — ДЕГ Метро Старс 5:3, 4:3 ОТ, 3:0, 3:2

### Півфінали
- Айсберен Берлін — Інгольштадт 6:3, 4:1, 5:0
- Гамбург Фрізерс — «Франкфурт Ліонс» 3:1, 1:4, 7:3, 5:7, 3:5

### Фінал
- Айсберен Берлін — «Франкфурт Ліонс» 5:2, 2:5, 3:4 ОТ, 3:4